# Il matrimonio di zio Paperone
Il matrimonio di Zio Paperone è una storia a fumetti con personaggi Disney, scritta e disegnata da Massimo De Vita e pubblicata per la prima volta nel 1984.

## Trama
Paperone vuole costruire un nuovo centro commerciale. Nella zona dove devono essere costruite le centrali elettriche che devono alimentarlo, c'è però un minuscolo appezzamento di Brigitta McBridge che ostacola la costruzione. Paperone ricorre allora a vari stratagemmi pur di impossessarsi del terreno, finché, ormai disperato, accetta di sposare Brigitta in cambio del terreno. In seguito, però, emerge una nuova possibilità: Paperone può ricorrere all'usucapione per prendersi il terreno: durante una partita di golf disputatasi decenni prima una vespa lo aveva punto mandando la pallina nel fazzoletto di terra di Brigitta. Il tempo necessario a far scattare l'usucapione scadrà nel giorno fissato per il matrimonio, ragion per cui Paperone decide di guadagnare più tempo possibile. Intanto, Filo Sganga, inviato da Brigitta a pedinare Paperone, nota lo strano comportamento del papero. Dopo accurate ricerche, Sganga scopre ciò che Paperone ha intenzione di fare e cerca di dirlo a Brigitta, ma per una serie di incidenti non arriverà in tempo. Il matrimonio è alle porte e diversi contrattempi causati ad arte da Paperino e nipoti ritardano la cerimonia. Arrivati in municipio, Paperone, dopo aver preso tempo rifiuta di sposarsi perché il tempo dell'usucapione è ormai trascorso e il terreno è ormai suo. Una volta costruito il supermercato, Paperone assegna a Brigitta un posto da direttrice nel reparto vestiti. Ma Brigitta spera ancora in una seconda occasione per cercare di avere lui, il vecchio papero.